# 宗慶二
宗 慶二（そう けいじ、1969年 - ）は、日本の男性予備校講師。YouTubeの予備校「ただよび」で現代文講師として活動する。元東進ハイスクール・河合塾講師。
現在京進TOPΣに出講している他、2022年からは佐鳴予備校高等部の講師としても活躍をしている。

## 経歴
大阪星光学院中学・高校卒業後、京都大学医学部に入学したが、経済学部に転部した。
予備校講師のキャリアは河合塾から始まったとしている。途中、東進ハイスクールの講師を兼任した。2016年で河合塾を「諸般の事情相まってやむを得ず」退職した。2017年、東進ハイスクールを退職した。なお、原因は上層部との軋轢であると、宗と同様に東進を退職した英語科の予備校講師・森田鉄也のYouTubeチャンネルに出演時に公表した。また、自身のブログでも同様に言及した。2020年、ただよびの講師となった。

## 人物・エピソード
- 東進在籍時代のキャッチフレーズは「マニュアルに頼らず正面から文章に立ち向かい、生徒を受験という枠組みを越えた『本物』へ育む実力講師[7]」。
- 2020年6月末より、YouTubeの予備校「ただよび」の現代文講師となった。森田によると自身のYouTubeサブチャンネルで宗をスカウトする際の契約上のトラブルについて「動画で話せない危機を何度も乗り越えた」「何度も諦めかけた」などと語っている[8]。

## 著書
- 『宗先生の現代文の力を底上げする本』（2012年9月1日、学研プラス、ISBN 978-4053037138）
- 『宗のたった4時間で現代文 (大学受験ムビスタ)』(2024年8月28日　学研プラス 、ISBN 978-4053058454)